# Fulgerul CFR Chișinău
Fulgerul CFR Chișinău a fost un club de fotbal din Chișinău, Regatul României. Fulgerul a fost prima campioană a Basarabiei și alături de rivala Mihai Viteazul Chișinău a fost una dintre cele mai puternice echipe din Basarabia. Clubul a fost înființat la începutul anilor 1920 cu numele Regiment CFR Chișinău și a fost prima echipa din Basarabia care a participat la turneul final al Diviziei A, realizând asta în sezonul 1924-1925. În acel sezon echipa a câștigat campionatul regional și s-a calificat în faza finală a campionatului României unde a întâlnit-o pe echipa Oltul Slatina, învingând-o cu 2-0. În sferturile de finală Fulgerul a jucat cu echipa Jahn Cernăuți, pe care a învins-o cu 2-1. Totodată, Oltul Slatina a contestat rezultatul din meciul cu Fulgerul, susținând că Fulgerul CFR Chișinău avea în echipă jucători de la alte formații, în consecință Fulgerul CFR fiind descalificată, iar rezultatele anulate. În 1925 echipa „Regiment CFR Chișinău” a fost redenumită în Fulgerul CFR Chișinău.
În sezonul următor echipa a câștigat din nou campionatul Basarabiei. În sferturile campionatului României a întâlnit-o pe Hakoah Cernăuți, învingând-o cu scorul de 1-0. În semifinale Fulgerul s-a duelat cu Juventus București, în primul meci înregistrându-se egalitate, 2-2, iar la rejucare Chișinăuenii au pierdut cu 4-1.
Printre cei mai importanți jucători care au activat la Fulgerul CFR Chișinău sunt Iozsef Kilianovits și Albert Ströck, ambii evoluând și la naționala României.

## Palmares

### Național
Divizia A
- Semifinale (1): 1925-26

### Regional- Liga de Est (Chișinău)
Campioană (2): 1924-1925, 1925-1926,